# Tentativa de golpe de Estado na República Democrática do Congo em 2024
A tentativa de golpe de Estado na República Democrática do Congo ocorreu em 19 de maio de 2024  com uma intentona golpista visando o presidente Félix Tshisekedi e o seu ministro da Economia, Vital Kamerhe, os agressores atacaram o Palais de la Nation e a residência de Kamerhe. Eles estavam fortemente armados e travaram uma luta intensa na casa de Kamerhe. Pelo menos um projétil dos combates foi detonado na capital vizinha da República do Congo (RC), Brazavile, causando vários feridos.
A intentona golpista foi rapidamente frustrada pelas forças de segurança. O orquestrador do golpe, Christian Malanga, um nativo congolês que se naturalizou norte-americano, fundou um partido registado nos Estados Unidos, o Partido Congolês Unido, em 2010 e referiu-se a si mesmo como o "presidente" e chefe do Novo Governo do Zaire no Exílio, que foi proclamado na Bélgica em 2017. Ele foi morto durante a tentativa.

## Antecedentes
A tentativa de golpe ocorreu no meio de uma crise política que atingiu o partido governante do Presidente Félix Tshisekedi. A crise centrou-se em uma eleição para a liderança do parlamento, inicialmente prevista para 18 de maio de 2024, mas posteriormente adiada. Um dos políticos visados era um aliado de Tshisekedi, o Ministro da Economia Vital Kamerhe, que concorria à presidência da Assembleia Nacional.

## Eventos
Os combates foram relatados na capital, Quinxassa, na madrugada de 19 de maio, coincidindo com o Domingo de Pentecostes, aproximadamente às 04h30. Confrontos entre homens vestindo uniformes camuflados e segurando rifles de assalto e as forças de segurança foram relatados perto do Palais du Peuple, onde os agressores conseguiram entrar. Outros vinte atacaram a residência de Vital Kamerhe no Tshatshi Boulevard, no bairro de Gombe, mas foram frustrados por seus seguranças. Tiros também foram relatados perto do Palais de la Nation, com cartuchos de bala, manchas de sangue e vidros quebrados sendo vistos em sua entrada.
Pelo menos 50 pessoas, incluindo três cidadãos estadunidenses, foram presos em conexão com a tentativa de golpe. Alguns deles também portavam passaportes canadenses.
Os agressores exibiram bandeiras do Zaire, como era conhecido o país durante a ditadura de Mobutu. Alguns dos atacantes também usavam emblemas com a bandeira dos Estados Unidos. Declararam que desejavam ver uma mudança de regime. Imagens que circularam nas redes sociais mostraram homens em uniformes militares, armados com AK 47 e gritando "Fora Tshisekedi" em inglês. Malanga apareceu em um vídeo transmitido ao vivo em sua página do Facebook, retratando-o na entrada do Palais de la Nation, ladeado por homens camuflados com a bandeira do Zaire. Malanga gritou: "Felix, você está fora. Estamos indo atrás de você."
O exército congolês foi posteriormente implantado em Quinxassa juntamente com veículos blindados. Bloqueios de estradas foram instalados perto do Palais du Peuple e de outras partes da capital.

## Baixas
Dois policiais que guarneciam a residência de Kamerhe e quatro agressores foram mortos durante a tentativa de golpe, incluindo seu líder, Christian Malanga. Várias pessoas ficaram feridas depois que um projétil disparado de Quinxassa atravessou o rio Congo e caiu em um bairro de Brazavile, a capital vizinha da República do Congo.

## Reações
A tentativa de golpe durou três horas, após as quais o exército declarou que tinha sido “fracassada” e “sob controle”. A embaixada dos Estados Unidos emitiu avisos de cautela após os confrontos, com a embaixadora Lucy Tamlyn a dizer que estavam a cooperar com as autoridades congolesas na investigação e a comprometer-se a “responsabilizar qualquer cidadão americano envolvido”. Em 3 de Junho, a embaixada informou que as autoridades congolesas não lhes tinham fornecido detalhes nem permitido o acesso aos cidadãos norte-americanos presos pelo seu envolvimento na intentona golpista. A embaixada francesa alertou contra viagens para Gombe.
O chefe da Comissão da União Africana, Moussa Faki, condenou veementemente a tentativa de golpe e saudou a sua repressão pelas forças de segurança congolesas.

## Julgamentos
Cinquenta e três pessoas foram formalmente acusadas de vários crimes relacionados com o golpe de Estado, tais como terrorismo, homicídio e associação criminosa, alguns dos quais são crimes capitais. Depois que Christian Malanga e outra pessoa falecida foram removidos da lista, uma corte marcial televisionada para os restantes 51 suspeitos, incluindo Marcel Malanga, Benjamin Reuben Zalman-Polun e Tyler Thompson, começou em Quinxassa no dia 7 de Junho. Durante o julgamento, Marcel Malanga e Benjamin Zalman-Polun afirmaram que foram coagidos por Christian Malanga a participar no golpe, acrescentando que este último os ameaçou matá-los. A Human Rights Watch também criticou a inclusão de Jean-Jacques Wondo, um pesquisador belga-congolês sobre questões políticas e de segurança, como réu no caso, dizendo que os fundamentos das acusações contra ele pareciam ser uma fotografia dele e de Christian Malanga que foi tirada em 2016.